# Дубин, Эл
Алекса́ндр (Эл) Ду́бин (англ. Al Dubin; 10 июня 1891 — 11 февраля 1945) — американский поэт-песенник. Наиболее известен как соавтор композитора Гарри Уоррена. Обладатель премии «Оскар» за лучшую песню (1936).

## Биография
Эл Дубин родился в семье евреев из России. В возрасте двух лет переехал с родителями в США из Швейцарии. Рос в Филадельфии. С 13 до 16 лет играл в хоккейной команде, благодаря чему бывал в Нью-Йорке, где посещал бродвейские мюзиклы. В возрасте 14 лет начал сочинять для бродвейских исполнителей.
В сентябре 1909 года Дубин поступил в Perkiomen Seminary, но в 1911 году был из школы исключён. Он нашёл работу поющего официанта в ресторане Филадельфии, одновременно продолжая писать стихи и пытаясь продать их местным издателям. В это время он познакомился с композитором Джо Берком. Вместе они написали песню «Oh, You, Mister Moon» (1911), которая была опубликована фирмой M. Witmark & Sons.
В 1917 году Дубин призван на военную службу и направлен в Кемр-Аптон в Япанке, Лонг-Айленд. Служил рядовым в 305-м полку полевой артиллерии 77-й дивизии. Во время службы вместе с композитором Фредом Рэтом написал песню They Didn’t Think We’d Do it, But We Did. В первую увольнительную отправился на спектакль в театре Маджестик в Нью-Йорке, где встретил Елену Макклей. Они поженились 19 марта 1921 в церкви Святой Елизаветы в Нью-Йорке, после перехода Дубина в католичество и аннулирования первого брака Макклей. В том же году Дубин был принят в Американское общество композиторов, авторов и издателей.
Стремящийся к возвеличиванию собственной персоны, Дубин страдал от алкогольной и наркотической зависимости. 1940-е годы стали для него наиболее тяжёлым испытанием. Жена от него отдалилась, а сам он искал работу как в Голливуде, так и в Нью-Йорке. Последним контрактом Дубина стала работа над ревю Laffing Room Only с композитором Бертоном Лейном. Вкладом Дубина стало название Feudin' and a Fightin, за что он получил четвёртую часть общего гонорара.
Последние годы Дубин проживал в Empire Hotel, в одиночестве и болезни. 8 февраля 1945 года он упал на улице после того, как принял большое количество прописанных ему барбитуратов. Он был госпитализирован в Roosevelt Hospital с диагназом отравление и пневмония и скончался 11 февраля 1945 года. Известный комментатор Уолтер Винчелл объявил о его смерти по радио.
Дубин был похоронен на кладбище Святого креста в Калвер-Сити (Калифорния).

## Карьера
Дубин продал свои первые тексты для песен в 1909 году. Это были Prairie Rose и Sunray, опубликованные Whitmark.
В 1925 году Дубин познакомился с композитором Гарри Уорреном, который впоследствии станет его соавтором в Warner Bros. Первая песня, которую они написали, называлась Too Many Kisses in the Summer Bring Too Many Tears in the Fall. Но настоящим хитом стала другая песня, написанная Дубиным совместно с Джозефом Мейером в том же году: A Cup of Coffee, a Sandwich and You.
Warner Bros. поглотила фирмы Witmark, Remick и Harms, и так как Дубин имел контракт с Harms, он стал работать на братьев Уорнер. В 1929 году Дубин вместе с композитором Джо Берком создал для фильма Gold Diggers of Broadway песню Tiptoe Through the Tulips.
В 1932 году Дубин официально объединился с композитором Гарри Уорреном для работы над фильмом-мюзиклом «42-я улица». Благодаря этому дуэту в фильме появилось четыре песни: 42nd Street, You’re Getting to Be a Habit with Me, Young and Healthy и Shuffle Off to Buffalo.
Между 1932 и 1939 годами Дубин и Уоррен сочинили 60 песен, ставших хитами нескольких мюзиклов Warner Bros., включая Gold Diggers of 1933, Footlight Parade с Джеймсом Кэгни в главной роли, Roman Scandals с Эдди Кантором, Dames c Руби Килер, Go Into Your Dance и Wonder Bar с Элом Джолсоном. Песня Lullaby of Broadway, написанная Уорреном и Дубиным для музыкального фильма Gold Diggers of 1935, выиграла награду Академии за лучшую песню.

## Наследие
В 1980 году продюсер Дэвид Меррик и режиссёр Гауэр Чэмпион создали на основе фильма 1933 года «42-я улица» бродвейский мюзикл. Постановка завоевала премию «Тони» за лучший мюзикл. Сценарий был написан Майклом Стюартом и Марком Брэмблом, которые использовали песни Уоррена и Дубина из различных фильмов, включая «42-я улица», Dames, Go Into Your Dance, Gold Diggers of 1933 и Gold Diggers of 1935.
В 1970 году Эл Дубин был включён в Зал славы авторов песен.

## Работы на Бродвее
- Charlot Revue (1925, ревю) — соавтор песни A Cup of Coffee, a Sandwich and You
- White Lights (1927, мюзикл) — соавтор песен
- Streets of Paris (1939, ревю) — автор песен
- Keep Off the Grass (1940, ревю — соавтор песен
- Star and Garter (1942, ревю) — соавтор песни Robert the Roue
- Sugar Babies (1979, ревю) — соавтор песен
- 42nd Street (1980, возобновлён в 2001, мюзикл) — автор песен

## Избранная фильмография
- The Show of Shows (1929)
- Gold Diggers of Broadway (1929)
- Sally (1929)
- Oh Sailor Beware (1929)
- Hold Everything (1930)
- She Couldn’t Say No (1930)
- «42-я улица» (1933)
- Footlight Parade (1933)
- Roman Scandals (1933)
- Gold Diggers of 1933 (1933)
- Moulin Rouge (1934)
- Wonder Bar (1934)
- Dames (1934)
- Twenty Million Sweethearts (1934)
- Go Into Your Dance (1935)
- Gold Diggers of 1935 (1935)
- Broadway Gondolier (1935)
- Stars Over Broadway (1935)
- Shipmates Forever (1935)
- Gold Diggers of 1937 (1937)
- Mr. Dodd Takes the Air (1937)
- Gold Diggers in Paris (1938)
- Garden of the Moon (1938)
- Streets of Paris (1939)
- Stage Door Canteen (1943)

## Избранные песни
- A Cup of Coffee, a Sandwich, and You (1925) — слова Эла Дубина и Билли Роуза, музыка Джозефа Мейера
- Tiptoe through the Tulips (1929, фильм Gold Diggers of Broadway) — музыка Джо Берка
- Фильм «42-я улица»
  - Forty-Second Street
  - Shuffle Off to Buffalo
  - Young and Healthy
  - You’re Getting to Be a Habit with Me
- Shanghai Lil (1933, фильм Footlight Parade) — музыка Гарри Уоррена
- Keep Young and Beautiful (1933, фильм Roman Scandals) — музыка Гарри Уоррена
- Фильм Gold Diggers of 1933 (1933), музыка Гарри Уоррена:
  - Shadow Waltz
  - We’re In the Money
  - Pettin' in the Park
  - Remember My Forgotten Man
  - I’ve Got to Sing a Love Song
- The Boulevard of Broken Dreams (1934, фильм Moulin Rouge) — музыка Гарри Уоррена
- Wonder Bar (1934, фильм Wonder Bar) — музыка Гарри Уоррена
- Фильм Dames (1934), музыка Гарри Уоррена
  - I Only Have Eyes For You
  - Dames
- Фильм Go Into Your Dance (1935), 
  - Go Into Your Dance
  - About a Quarter to Nine
  - She’s a Latin from Manhattan
- Фильм Gold Diggers of 1935 (1935), музыка Гарри Уоррена:
  - Lullaby of Broadway
  - I’m Going Shopping with You
- Lulu’s Back In Town (1935, фильм Broadway Gondolier) — музыка Гарри Уоррена
- Don’t Give Up the Ship (1935, фильм Shipmates Forever) — музыка Гарри Уоррена
- With Plenty of Money and You — музыка Гарри Уоррена
- September in the Rain — музыка Гарри Уоррена
- Remember Me? — музыка Гарри Уоррена
- The Song of the Marines (1937, фильм The Singing Marine) — музыка Гарри Уоррена
- Фильм Gold Diggers of 1938 (1938), музыка Гарри Уоррена:
- I Wanna Go Back to Bali
- The Latin Quarter
- Indian Summer (1939) — музыка Виктора Гербета
- We Mustn’t Say Goodbye (1943, фильм Stage Door Canteen) — музыка Джеймса В. Монако. Номинация на премию «Оскар» за лучшую песню[12]
- Feudin' and Fightin' (1944, фильм Laughing Room Only) — заглавие Эла Дубина, слова и музыка Бертона Лейна